# Brian James Fox
Brian James Fox är en amerikansk trumslagare. Han är mest känd för att ha spelat trummor i den nu framlidne KISS-gitarristen Mark St. Johns band White Tiger. Med White Tiger släppte han en skiva.